# Àmbit Metropolità de Barcelona

Aufteilung Kataloniens in 7 Regionen nach dem Regionalplan von 1995:
Àmbit metropolità
Alt Pirineu i Aran
Camp de Tarragona
Comarques Centrals
Comarques Gironines
Ponent
Terres de l’Ebre

Das Àmbit metropolità de Barcelona ist eines von sieben Territorien (àmbits funcionals territorials) in der Autonomen Gemeinschaft Katalonien, das 1995 mit dem Regionalplan (Pla territorial general de Catalunya) durch Gesetz beschlossen wurde.
Das Àmbit metropolità Barcelona (AMB) wurde durch das Parlament von Katalonien 1987 definiert. Danach umfasst das Territorium 3.236 km² und hat 4.992.193 Einwohner (2009). Mit 1.523 Einwohner/km² gehört das AMB zu den 10 am dichtesten bevölkerten Regionen der Europäischen Union. Das Àmbit liegt am Mittelmeer, um die Metropole Barcelona, es ist stark industrialisiert und eine der wichtigsten Wirtschaftszonen Spaniens.

## Comarcas
Stand: 2019
| Comarca           | Einwohner | Fläche (km²) | Hauptort                | Gemeinden |
| ----------------- | --------- | ------------ | ----------------------- | --------- |
| Alt Penedès       | 108.411   | 593,06       | Vilafranca del Penedès  | 27        |
| Baix Llobregat    | 825.963   | 487,86       | Sant Feliu de Llobregat | 30        |
| Barcelonès        | 2.278.437 | 144,7        | Barcelona               | 5         |
| Garraf            | 150.887   | 184,12       | Vilanova i la Geltrú    | 6         |
| Maresme           | 452.690   | 398,9        | Mataró                  | 30        |
| Vallès Occidental | 925.237   | 583,2        | Sabadell, Terrassa      | 23        |
| Vallès Oriental   | 409.638   | 736,55       | Granollers              | 39        |

## Àmbits funcionals territorials (AFT)
- Alt Pirineu i Aran
- Ponent
- Camp de Tarragona
- Comarques Centrals
- Comarques gironines
- Terres de l’Ebre